# ائتلاف المواطن
ائتلاف المواطن هو ائتلاف سياسي عراقي ممثل في مجلس النواب العراقي ضمن الائتلاف الوطني العراقي.
يتكون الائتلاف من المجلس الأعلى الإسلامي العراقي وقائمة شهيد المحراب والقوى المستقلة والمؤتمر الوطني العراقي الذي كان يقوده أحمد الجلبي وتيار بدأنا بقيادة جواد البولاني.
شارك الائتلاف في الانتخابات التشريعية العراقية 2014 بقيادة عمار الحكيم.